# 代尔夫宰尔
代尔夫宰尔（荷蘭語：Delfzijl，荷蘭語：[dɛlfˈzɛi̯l] ⓘ）是荷兰东北部格罗宁根省一座城市和旧市镇，位于埃姆斯河西岸，与德国接壤。代尔夫宰尔是荷兰第五大的海港，也是该国继鹿特丹后第二大的化学品出口城市。2021年1月1日，代尔夫宰尔与市镇阿平厄丹和洛珀瑟姆合并为新市镇埃姆斯代爾塔。

## 交通
- 代尔夫宰尔火車站
- 代尔夫宰尔西火車站

## 產業
代尔夫宰尔是荷蘭第五大海港，Aluminium Delfzijl（屬於 Corus Group）在此設有一座製鋁工廠。2004年，精鍊廠可生產112,400噸液態鋁。鑄造廠可生產157,700噸初期產品。代尔夫宰尔也以化學產業聞名，城鎮邊界有個3平方公里的工業區，是該區最大的就業來源之一。該市也是荷蘭第二大化學品的出口城市（僅次於鹿特丹），也是氯和相關製品的主要出口地。

## 友好城市
以下是代尔夫宰尔的友好城市：
- 法國欧布纳
- 義大利切塞纳蒂科
- 德国施瓦岑貝克
- 瑞士谢尔
- 比利时泽尔扎特
- 日本周南市